# Ruszowice (Głogów)
Ruszowice (deutsch Rauschwitz, 1937–45 Rauschenbach) ist ein Dorf in der Landgemeinde Głogów (Glogau) im Powiat Głogowski der Woiwodschaft Niederschlesien in Polen.

## Geografie
Der Ort liegt unmittelbar an der südlichen Stadtgrenze von Głogów (Glogau). Umliegende Ortschaften sind die zu Głogów gehörenden Stadtteile Osiedle Słoneczne im Norden und Osiedle Piastów Śląskich im Osten, Szczyglice (Sieglitz) im Südosten, Jaczów (Jätschau) im Süden, Modła (Modlau) und Kurowice (Gusteutschel) im Westen sowie der Głogówer Stadtteil Paulinów im Nordwesten.
Durch Ruszowice verlaufen die Droga wojewódzka 292 von Głogów (Glogau) nach Ścinawa (Steinau an der Oder) sowie die Droga wojewódzka 329 von Głogów nach Polkowice (Polkwitz).

## Geschichte
Ruszowice wurde erstmals im Jahr 1290 als Raschowitz urkundlich erwähnt. Im Jahr 1295 wurde das Dorf im Liber fundationis episcopatus Vratislaviensis als Rustowicz aufgeführt. Während des Dreißigjährigen Krieges war in Ruszowice die Armee des Herzogs von Wallenstein einquartiert. Im Jahr 1631 starben beinahe alle Einwohner von Ruszowice an der Pest.
Ruszowice kam im Jahr 1742 nach dem Ersten Schlesischen Krieg an das Königreich Preußen. Dort lag der Ort von 1816 bis 1945 im Landkreis Glogau im Regierungsbezirk Liegnitz.
Seit dem Jahr 1881 gibt es in Ruszowice einen Friedhof, im folgenden Jahr wurde eine Schule errichtet. Am 7. Juni 1905 wurden Ruszowice und der benachbarte Ort Jaczów nach starken Regenfällen überschwemmt, nachdem die durch den Ort fließende Sępolno über die Ufer trat.
Der deutsche Name des Ortes ist Rauschwitz. Dieser Ortsname wurde 1937 im Zuge der Germanisierung zur Zeit des Nationalsozialismus in Rauschenbach geändert. Nach der Grenzziehung in der Zeit nach dem Zweiten Weltkrieg kam der Ort als Ruszowice an die Republik Polen. Zwischen 1975 und 1998 gehörte der Ort zur Woiwodschaft Legnica, nach deren Auflösung in Folge einer Gebietsreform kam der Ort zur Woiwodschaft Niederschlesien. Im Jahr 1999 wurde Ruszowice ein Teil der Landgemeinde Głogów im Powiat Głogowski.
Der Ort ist aufgrund seiner Nähe zu Głogów vor allem für Familien interessant. Es gibt einen Spielplatz und eine Vorschule. Des Weiteren werden in Ruszowice neue Arbeitsplätze geschaffen. Bürgermeisterin von Ruszowice ist Helena Kośkiewicz, im Gemeinderat der Gmina Głogów wird der Ort von Sylwester Barnaś, Ewa Ładziak und Katarzyna Molisak vertreten.